# Flygolycka

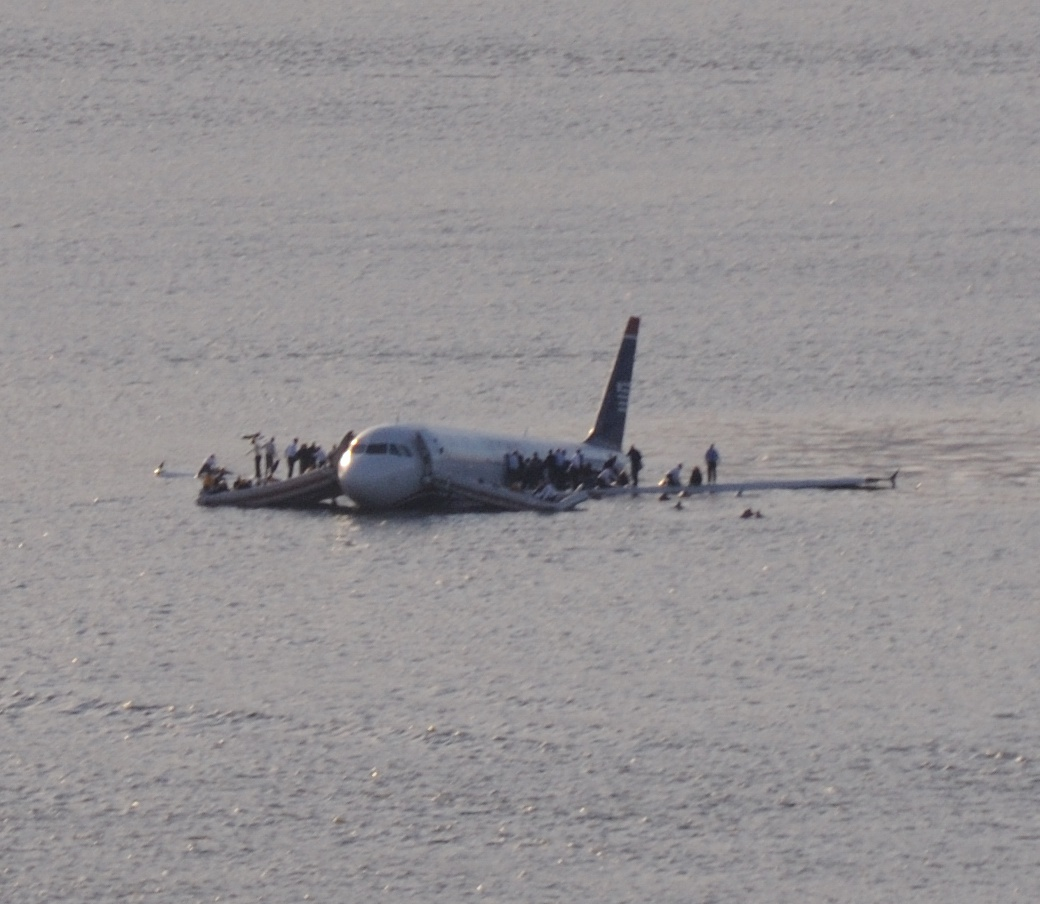
US Airways Flight 1549 efter nödlandning i Hudsonfloden.

Flygolyckor (eg. haveri) är olyckshändelser där ett flygplan havererar eller kolliderar med ett annat flygplan eller andra föremål som byggnader eller fordon på marken.

### 1977

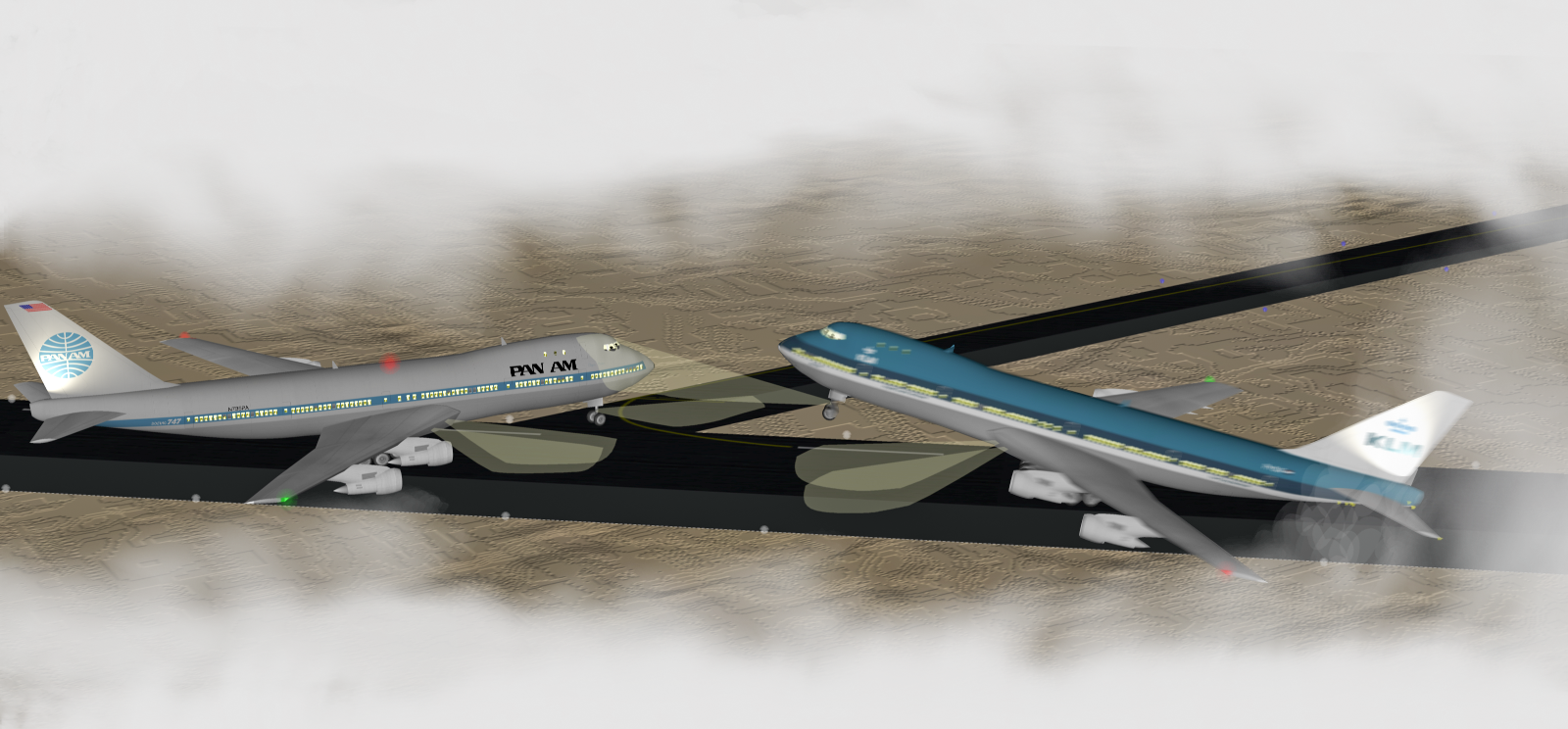
Flygolyckan på Teneriffa.

### 1979

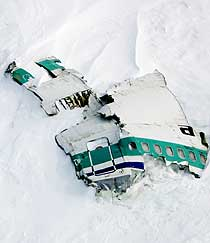
Vraket av Air New Zealand Flight 901.

### 1985

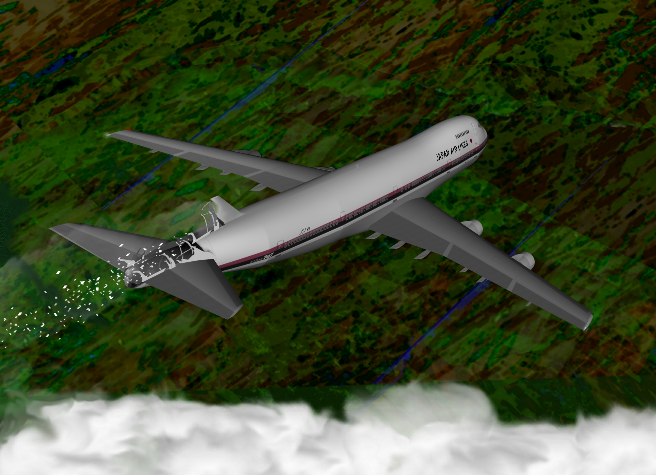
Japan Airlines Fligth 123.

### 1988

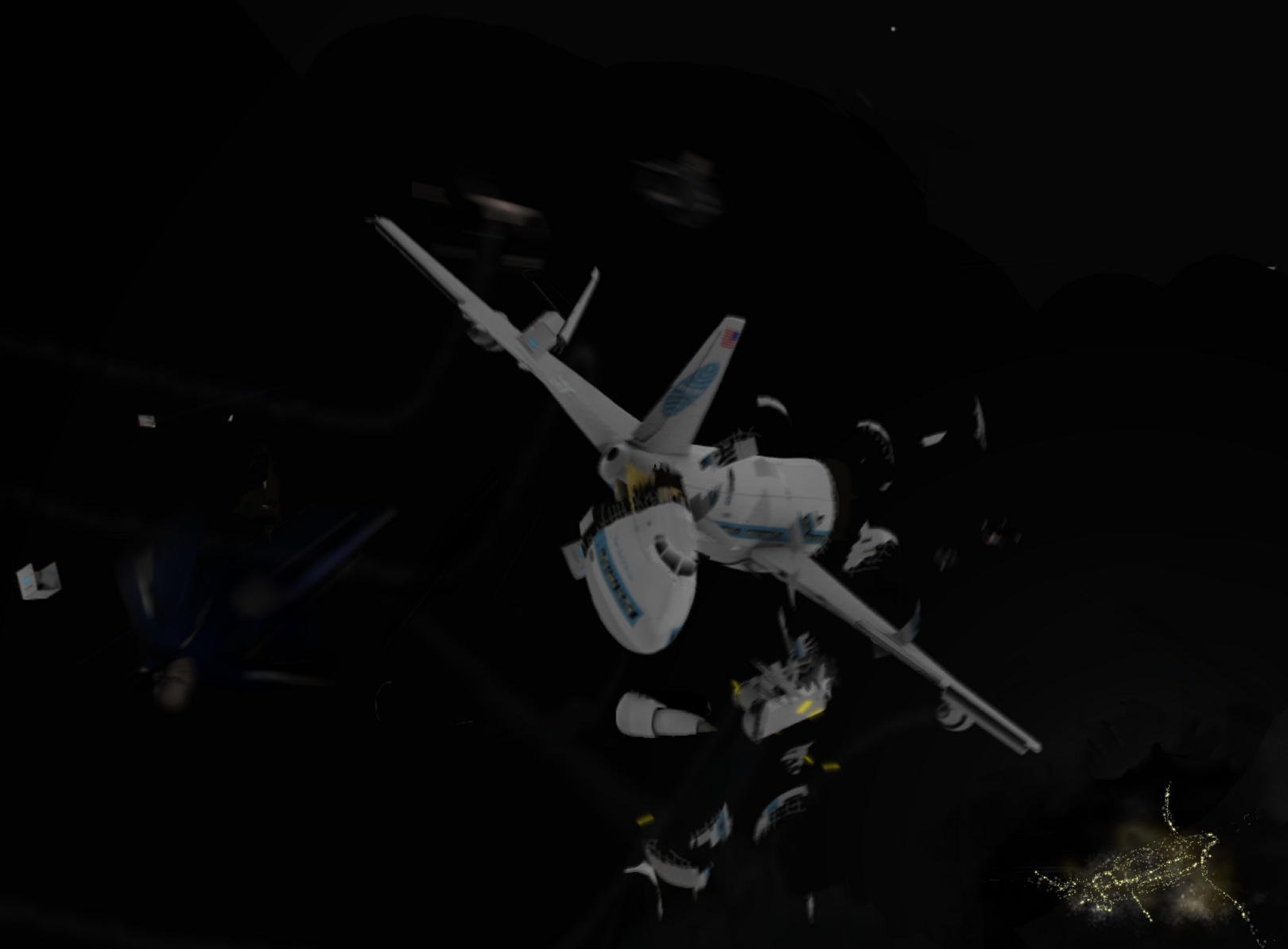
Pan Am Flight 103.

### 1996

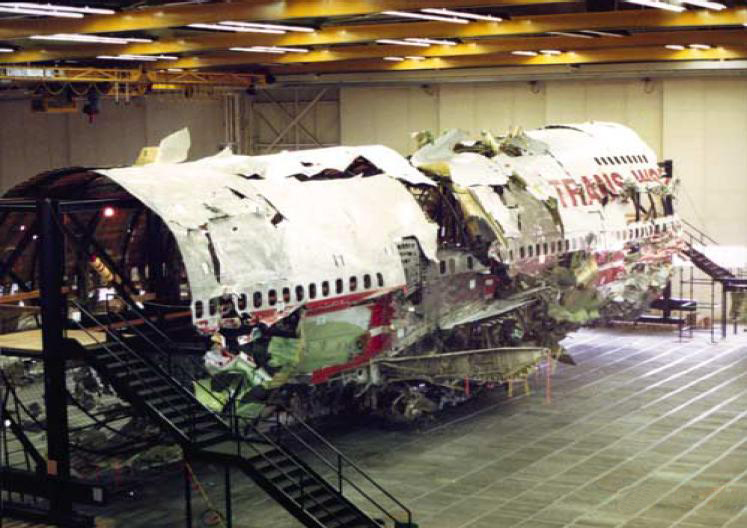
Rekonstruktionen av TWA Flight 800.

### 1998

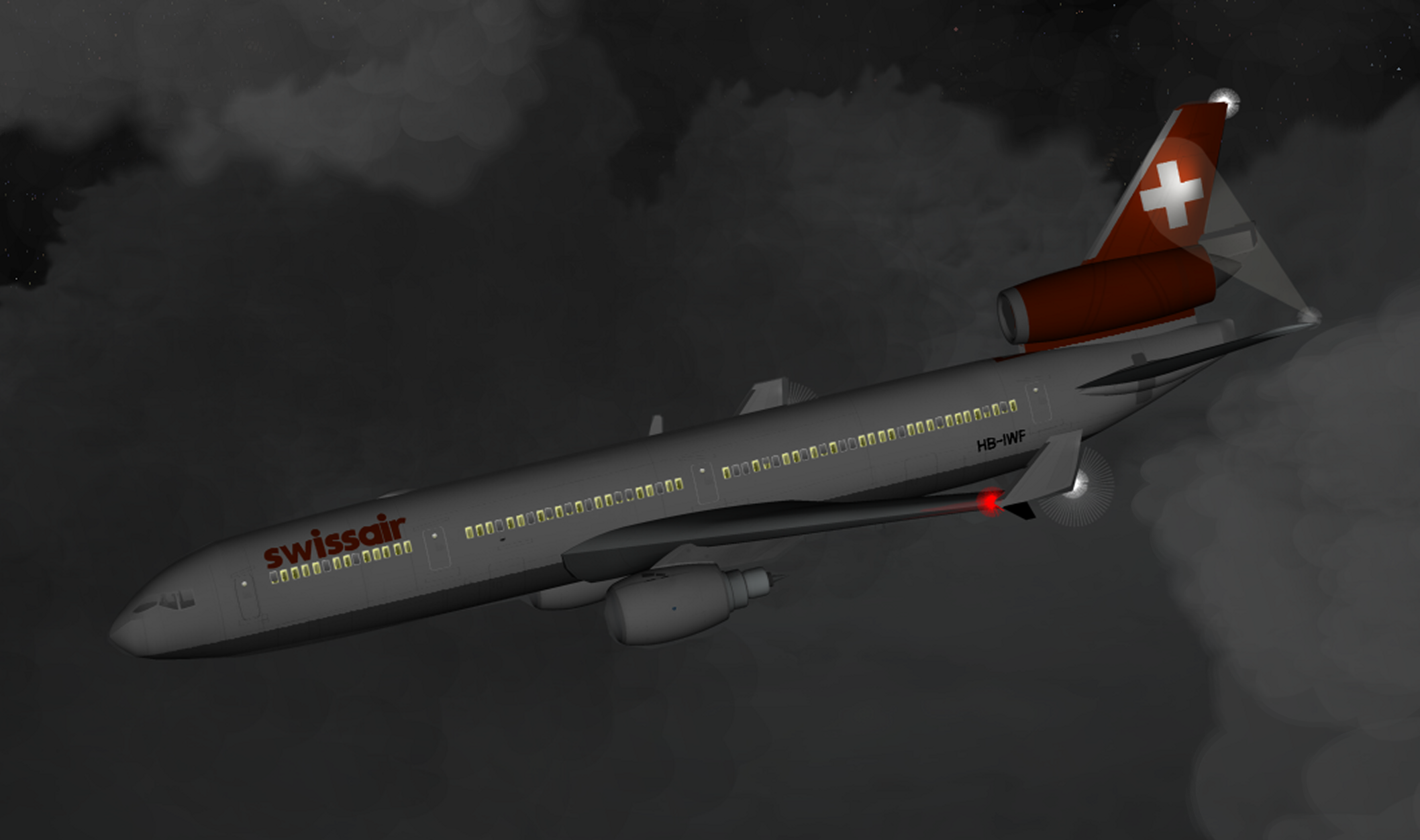
Swissair Flight 111.

### 1999

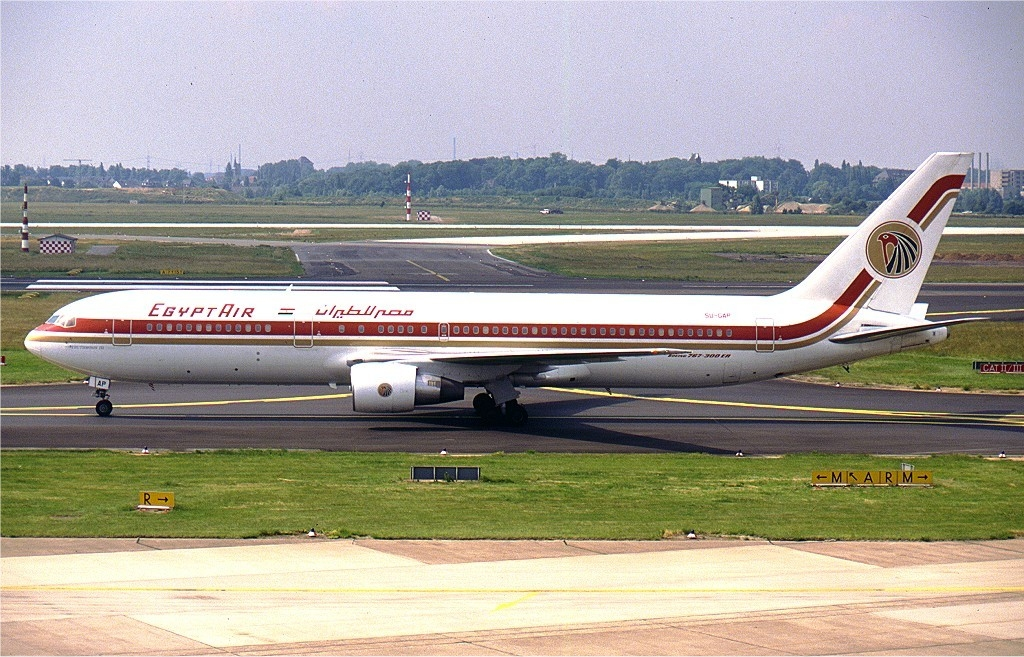
Egyptair Flight 990.

### 2006

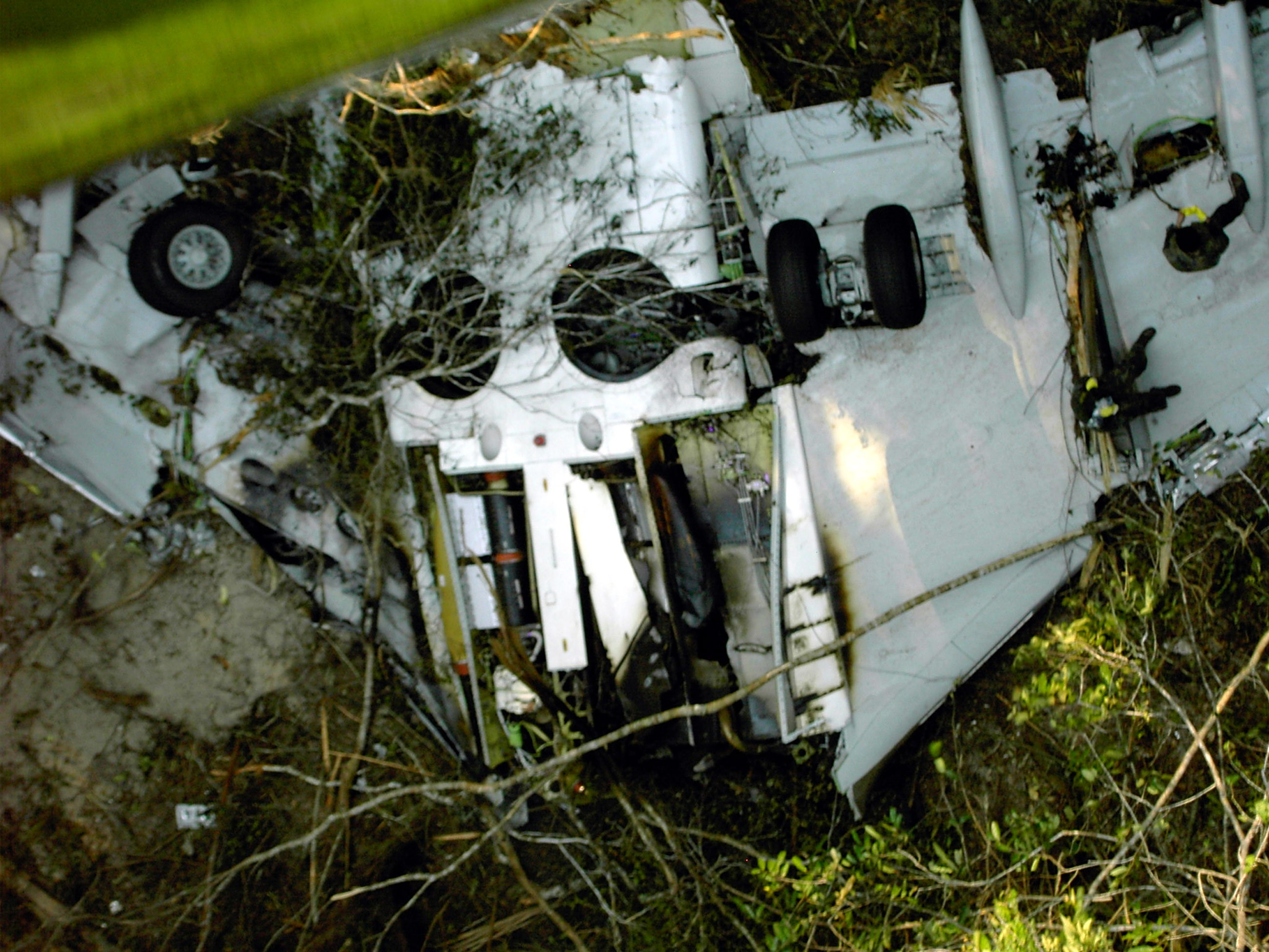
Gol Transportes Aéreos Flight 1907.